# Prawo Bastiana-Brunsa
Prawo Bastiana-Brunsa (ang. Bastian-Bruns law) – teoria neurologiczna, głosząca, że całkowite poprzeczne uszkodzenie rdzenia kręgowego powoduje całkowite zniesienie odruchów ścięgnistych i napięcia mięśniowego poniżej miejsca uszkodzenia. Opisane przez Henry'ego Charltona Bastiana i Ludwiga Brunsa.